# Pink Turns Blue
Pink Turns Blue est un groupe de post-punk originaire de Berlin, en Allemagne. Formé en 1985, il faisait partie de la première génération de rock gothique en Allemagne et a sorti son premier album If Two Worlds Kiss en 1987 avec un son rappelant la musique new wave mêlé à des nuances très sombres et à l'utilisation de synthétiseurs. Il a ainsi participé au développement du sous-genre darkwave.

## Débuts (1985–87)
À l'origine, le groupe était un duo composé de Thomas Elbern (chant et guitares) et de Mic Jogwer (chant, basse et claviers), accompagné d'une boîte à rythmes.
En 1985, Thomas Elbern faisait partie d'un ensemble NDW nommé Seltsame Zustände, mais voulait former un nouveau groupe à Cologne et recherchait des musiciens via une annonce. L'étudiant en musique Mic Jogwer y a répondu, et ils ont alors fait plusieurs petites apparitions autour de Cologne sous le nom de Pink Turns Blue (du nom de la chanson de Hüsker Dü Pink Turns to Blue). Musicalement, ils étaient inspirés par des groupes de post-punk tels que Siouxsie and the Banshees, The Cure, The Chameleons ou The Sound. Au début de l'année 1986, l'étudiant en art et batteur Marcus Giltjes a rejoint le groupe. Le trio a remporté un prix « Nouveau talent » de la plus grande station de radio allemande WDR, qui comprenait comme récompense une session en studio avec le producteur et animateur de radio Volkmar Kramarz.
À cette période, Mic et Thomas chantaient chacun les chansons qu’ils composaient, mais leur producteur conseille au groupe de n’avoir qu’un seul chanteur. Le choix se porte alors sur Mic. Rapidement, Thomas se rend compte qu’il n’est pas à l’aise lorsque Mic interprète ses chansons. En 1987, il préfère quitter le groupe pour fonder Escape With Romeo.

## Groupe allemand indépendant (1987-1991)
En juin 1987, Mic Jogwer passe de la basse à la guitare, et Ruebi Walter, qui avait rejoint le groupe en 1986 en tant que claviériste, passe à la basse.
En août, le groupe signe chez le nouveau label Fun Factory! puis enregistre quelques nouvelles chansons et en remixe d'anciennes pour leur premier album If Two Worlds Kiss, qui sort en octobre 1987.
D'octobre 1987 à mars 1988, le groupe part en tournée et la chanson « Walking On Both Sides » est diffusée à la radio, ce qui leur vaut des apparitions à la télévision. Ils sont notamment invités en tournée avec le groupe yougoslave Laibach, et Mic Jogwer se lie d'amitié avec leur ingénieur du son Janez Križaj. Ce dernier les invite à enregistrer leur deuxième album à Ljubljana, en Slovénie.
En août 1988 sort le single « Touch The Skies » et le groupe donne ses premiers concerts en Angleterre, en France, en Suisse et aux Pays-Bas. Leur deuxième album, Meta, sort en octobre et se vend à 2 300 unités en 8 semaines. Leur chanson « Your Master Is Calling » sort en tant que deuxième single, ce qui leur vaut une apparition télévisée sur Tele 5.
Le troisième album, Eremite, est également enregistré avec Janez Križaj à Ljubljana et est terminé en août 1989. Cependant, leur label Fun Factory rencontre à ce moment-là des difficultés financières et Pink Turns Blue passe au sous-label Our Choice de Rough Trade Records, qui sort l'album en avril 1990. La chanson « Michelle » est remixée à Manchester et sort en octobre en tant que single. Début 1990, le jeune frère de Ruebi Walter, Reini, les rejoint aux claviers et le batteur Marcus Giltjes quitte le groupe.
Leur quatrième album studio, Aerdt, est enregistré entre janvier et février 1991 à Ljubljana par Mic Jogwer et Ruebi Walter en duo. Une boîte à rythmes est utilisée. L'album sort en août de la même année.

## Installation à Londres (1991–95)
Au printemps 1991, après avoir terminé l'album Aerdt, Mic Jogwer et Ruebi Walter s'installent à Londres. La chanson « Seven Years » de l'album Aerdt est réenregistrée en version dance et sort en single en septembre. Au début de l'année 1992, deux autres singles orientés dance ont suivi : « Overloaded » et « Star ».
En mai 1992, Pink Turns Blue enregistre son cinquième album, Sonic Dust, avec un nouveau batteur, Louis Pavlou. L'album sort en août.
En décembre 1992, le groupe enregistre son sixième album, Perfect Sex, avec David M. Allen, producteur de The Cure et Sisters Of Mercy. Il sort après un certain retard en 1994. Louis Pavlou quitte le groupe pour rejoindre The Cure afin d'enregistrer l'album Wild Mood Swings.
En novembre 1994 sort l'album « unplugged » Muzak, enregistré par Mic Jogwer et son collègue ingénieur du son Marc Williams dans son appartement londonien. Il contient une sélection de chansons de Pink Turns Blue interprétées avec des instruments acoustiques.
En 1995, Pink Turns Blue se dissout. Mic Jogwer a fait remarquer, plus tard, qu'avec le déménagement à Londres, le groupe avait perdu son orientation musicale et s'était trop dispersé. Mic Jogwer a fait carrière dans l'industrie de la musique et des médias en produisant des CD-ROM et des sites Web.

## Réunion (2003-aujourd'hui)
En avril 2001, Mic Jogwer produit trois chansons avec Violetta Superstar, le groupe de Brigid Anderson, qui sortent en octobre 2001 sur une compilation CD (Die fiesen Diven). Ils forment alors un duo électronique appelé Orden et commencent à écrire des chansons ensemble et enregistrent quelques démos.
Début 2003, Thomas Görnert, le directeur du festival allemand Wave-Gotik-Treffen, demande une prestation d'Orden et évoque le groupe de Mic Jogwer, Pink Turns Blue. Mic Jogwer et Brigid Anderson persuadent alors Thomas Elbern, Reini Walter et Louis Pavlou de participer à un concert de réunion unique et Pink Turns Blue se produit au Wave-Gotik-Treffen en juin 2003. À la suite de cela, le groupe s'est reformé et a joué en tête d'affiche au M'era Luna 2004.
Ce nouveau départ a été annoncé en combinaison avec un album de compilation des plus grands succès du groupe, Re-Union.
Le septième album studio, Phoenix, est enregistré à Berlin à l'hiver 2004/2005, mixé par Janez Križaj à Ljubljana, et sort en avril 2005. Il a reçu le prix de l'album du mois dans trois magazines de musique (Sonic Seducer, Orkus, Zillo) et a passé huit semaines en troisième position dans les charts alternatifs allemands.
Le huitième album, Ghost, sort en 2007. Il a également reçu le prix de l'album du mois, et s'est hissé à la 37e place des charts alternatifs allemands annuels.
En novembre 2009, le groupe sort son neuvième album, Storm. Les singles « Storm Rider » et « Run From Me » ont atteint la deuxième place des charts alternatifs allemands. Storm a également été acclamé par la presse grand public (laut.de) et a attiré l'attention internationale ainsi que des invitations à des festivals.
En avril 2016 sort leur dixième album studio, The AERDT - Untold Stories, qui rencontre un succès dans les charts alternatifs allemands. Cela permet au groupe de jouer dans divers clubs et festivals de musique alternative en Europe et dans le monde.
En septembre 2021, le groupe sort son onzième album, TAINTED, qui a reçu des réponses extrêmement positives, dont l'album de l'année 2021 de Byte FM (Hambourg) et le meilleur album de l'année 2021 de Post.Punk.Com (New York). Quatre chansons de l'album sont entrées dans le Top 40 allemand Indie Disko pendant plus de 20 semaines avec « There Must Be So Much More » en position 1 des charts pendant deux semaines, « You Still Mean Too Much To Me » atteignant les positions 2 et 3 et « Not Even Trying » atteignant la position 7,
Le groupe annonce la sortie d'un EP de 4 titres en septembre 2022, pour marquer le début de leur prochaine tournée.

## Membres
- Michael "Mic" Jogwer – chant (depuis 1985), guitare (depuis 1987), basse (1985-1987)
- Thomas Elbern – chant, guitare (1985-1987 ; 2003-2004)
- Marcus Giltjes – batterie (1986-1990), samples (2005-2007)
- Rüdiger "Ruebi" Walter – claviers (1986-1994 ; 2014), basse (1987-1994 ; 2011-2021), guitare (2009)
- Reinhold "Reini" Walter – claviers (1991), basse (2003-2012)
- Reinhold Schobert – batterie (1990-1991)
- Louis Pavlou – batterie (1992-2007)
- Brigid Anderson – chant, claviers, tambourin (2003-2012)
- Andreas Plapper – batterie (2007-2014)
- Paul Richter – batterie (depuis 2014)
- Luca Sammuri – basse (depuis 2021)

## Discographie

### Albums studio
- 1987 - If Two Worlds Kiss (Fun Factory!)
- 1988 - Meta (Fun Factory!)
- 1990 - Eremite (Fun Factory! / Rough Trade Records)
- 1991 - AERDT (Our Choice / Rough Trade Records)
- 1992 - Sonic Dust (Our Choice / Rough Trade Records)
- 1994 - Perfect Sex (Our Choice / Rough Trade Records)
- 2005 - Phoenix (Orden Records)
- 2007 - Ghost (Strobelight Records / Al!ve)
- 2010 - Storm (Strobelight Records / Al!ve)
- 2016 - The AERDT: Untold Stories (Orden Records)
- 2021 - Tainted (Orden Records)
- 2025 - Black Swan (Orden Records)

### Compilations
- 1994 - Muzak (Versions acoustiques de leurs chansons) (Our Choice / Rough Trade Records)
- 1998 - The Best of Pink Turns Blue and Rarities (Vision Records)
- 2004 - Re-Union (Orden Records)

### Singles / EP
- 1988 : Touch the Skies
- 1988 : Your Master Is Calling
- 1990 : Michelle
- 1991 : The Son
- 1991 : Seven Years
- 1991 : Overloaded
- 1992 : Star
- 1994 : Talk Baby
- 2005 : Phoenix
- 2010 : Storm Rider / Run From Me
- 2016 : The Aerdt Club EP
- 2022 : TAINTED Tour 2022 EP